# Schlagerkids
Schlagerkids war eine deutsche Schlager-Cover-Band, die von 2020 bis 2022 existierte.

## Geschichte

### Anfänge und erstes AlbumVol. 1
Die Schlagerkids bestanden aus den vier Kindern Benedikta Bechtolsheim, Lena Falkowski, Phil Schaller und Miguel Gaspar, welche von Produzent Thorsten Brötzmann bei The Voice Kids entdeckt wurden. Bechtolsheim, Schaller und Gaspar traten 2020 auf, Falkowski bereits 2018. Bechtolsheim sang in ihrer Blind Audition Ich liebe das Leben von Vicky Leandros und Gaspar Lieb mich dann von Helene Fischer, diese Lieder sind auch für das erste Album Vol. 1 eingesungen worden. Bechtolsheim, Falkowski und Gaspar schieden jeweils in den Battles aus, Schaller erreichte die finale Voting-Runde. Als erste Neuinterpretation erschien im Januar 2021 Was für eine geile Zeit von Ben Zucker. Im Februar 2021 erschienen sowohl der zweite Song Phänomen von Helene Fischer als auch das erste Album. Auf dem Album sind auch zwei Duette, zum einen Ein Stern (… der deinen Namen trägt) mit DJ Ötzi und Nik P. und zum anderen C’est la vie – So ist das Leben mit Michelle. Ihren ersten Auftritt hatten die Kinder bei Florian Silbereisens Schlagerchampions am 27. Februar 2021, einen Tag nach Erscheinen des ersten Albums.

### Neue Single und Ausstieg Benedikta
Im April 2021 kehrten die Schlagerkids zurück zu The Voice Kids. Im Finale der 9. Staffel waren Falkowski, Schaller und Gaspar als Gäste zu sehen. Bechtolsheim fehlte hier erstmals, was die anderen Bandmitglieder in einem Interview damit begründeten, dass sie aufgrund von Lampenfieber bis auf weiters bei öffentlichen Auftritten nicht mehr dabei sein wird.
Am 13. Juni 2021 waren die Schlagerkids zu Gast im ZDF-Fernsehgarten mit Andrea Kiewel.
Zur Fußball-Europameisterschaft 2021 veröffentlichten Falkowski, Schaller und Gaspar zusammen mit Bürger Lars Dietrich eine Neuauflage des Liedes Fußball ist unser Leben von der deutschen Fußballnationalmannschaft aus dem Jahr 1973.
Am 22. August 2021 waren die Schlagerkids zu Gast bei Immer wieder sonntags mit Stefan Mross.
Am 22. Oktober 2021 wurde bekannt gegeben, dass Bechtolsheim die Schlagerkids verlassen hat, um sich mehr auf die Schule und andere Projekte zu konzentrieren.

### Zweites AlbumVol. 2 – Winter- & Weihnachtslieder
Am 7. November 2021 erschien der erste Song des neuen Weihnachtsalbums Vol. 2 – Winter- & Weihnachtslieder, Frosty, der Schneemann. Das Lied ist ein Cover des amerikanischen Weihnachtsliedes Frosty the Snowman von Gene Autry und den Cass County Boys. Mit Leise rieselt der Schnee von Eduard Ebel am 13. November und In der Weihnachtsbäckerei von Rolf Zuckowski am 19. November erschienen zwei weitere Neuinterpretationen. Am 26. November erschien dann das Album.

### Trennung
Am 22. März 2022 teilten die Schlagerkids auf Instagram mit, dass sie nun getrennte Wege gehen. Ob es eine Neubesetzung der Gruppe gibt, wurde offengelassen.

## Diskografie
Studioalben

| Jahr | Titel Musiklabel                                    | Höchstplatzierung, Gesamtwochen, AuszeichnungChartplatzierungen (Jahr, Titel, Musiklabel, Platzierungen, Wochen, Auszeichnungen, Anmerkungen) | Höchstplatzierung, Gesamtwochen, AuszeichnungChartplatzierungen (Jahr, Titel, Musiklabel, Platzierungen, Wochen, Auszeichnungen, Anmerkungen) | Höchstplatzierung, Gesamtwochen, AuszeichnungChartplatzierungen (Jahr, Titel, Musiklabel, Platzierungen, Wochen, Auszeichnungen, Anmerkungen) | Anmerkungen                             |
| Jahr | Titel Musiklabel                                    | DE | AT | CH | Anmerkungen                             |
| ---- | --------------------------------------------------- | --- | --- | --- | --------------------------------------- |
| 2021 | Vol. 1 Universal Music                              | DE17 (8 Wo.)DE | — | — | Erstveröffentlichung: 26. Februar 2021  |
| 2021 | Vol. 2 – Winter- & Weihnachtslieder Universal Music | — | — | — | Erstveröffentlichung: 26. November 2021 |